# 4409 Kissling
4409 Kissling eller 1989 MD är en asteroid i huvudbältet som upptäcktes den 30 juni 1989 av det nyzeeländska astronomparet Pamela M. Kilmartin och Alan C. Gilmore vid Mount John University Observatory. Den är uppkallad efter den nyzeeländska matematikern Warwick M. Kissling.
Asteroiden har en diameter på ungefär 12 kilometer.